# Maciej Pawlicki
Maciej Roman Pawlicki (ur. 7 stycznia 1959 w Łodzi) – polski producent telewizyjny i filmowy, reżyser, scenarzysta, publicysta i polityk.

## Życiorys
Ukończył XXXIII Liceum Ogólnokształcące w Warszawie oraz studia na Wydziale Wiedzy o Teatrze Państwowej Wyższej Szkoły Teatralnej w Warszawie, a także studium scenariuszowe PWSFiviT w Łodzi.
Był redaktorem naczelnym miesięcznika „Film”. W okresie prezesury Wiesława Walendziaka w Telewizji Polskiej pełnił funkcję dyrektora TVP1, zaliczono go wówczas do tzw. grupy pampersów. Później zajmował stanowisko dyrektora programowego RTL 7, następnie wiceprezesa zarządu spółki Telewizja Familijna, nadającej program pod nazwą TV Puls. Był również dyrektorem programowym udziału Polski w wystawach światowych EXPO 2000 w Hanowerze i EXPO 2005 w Aichi, a także komisarzem udziału Polski w EXPO 2008 w Saragossie. Pełnił funkcję wiceprezesa Państwowej Agencji Inwestycji Zagranicznych. Inicjator projektu „Życie za życie”, realizowanego przez Instytut Pamięci Narodowej oraz Narodowe Centrum Kultury, poświęconego pamięci Polaków ratujących Żydów podczas II wojny światowej.
Współautor programów Polacy, Warto rozmawiać, Studio Polska. Właściciel przedsiębiorstwa Picaresque, produkującego programy telewizyjne m.in. dla Telewizji Polskiej i TV Puls. Wydawca m.in. Trylogii Szalbierskiej Tomasza Łysiaka. Publicysta czasopisma „W Sieci” (od 2012) oraz portalu wPolityce.pl. Został sekretarzem Stowarzyszenia Twórców dla Rzeczypospolitej oraz członkiem Rady Fundacji Smoleńsk 2010.
W wyborach parlamentarnych w 2015 został zarejestrowany na ostatniej pozycji listy Prawa i Sprawiedliwości do Sejmu w okręgu podwarszawskim. Stał się aktywnym działaczem środowiska „frankowiczów”.
Wszedł w skład komitetu wspierającego kandydaturę Karola Nawrockiego na prezydenta RP w wyborach w 2025.

## Odznaczenia
W 2000 prezydent Aleksander Kwaśniewski odznaczył go Złotym Krzyżem Zasługi.

## Życie prywatne
Syn aktorki Barbary Rachwalskiej, stryj aktora Antoniego Pawlickiego. Mąż Magdaleny Pawlickiej, ojciec aktorki Moniki Pawlickiej.

## Wybrana filmografia
- 2007: Życie za życie (film dokumentalny) – producent
- 2009: Historia Kowalskich (film dokumentalny) – producent, scenariusz, reżyseria
- 2011: Śluby rycerskie, czyli epilog Grunwaldu (film dokumentalny, fabularyzowany) – producent, scenariusz, reżyseria
- 2013: Dybowski 1863 (film fabularny, krótkometrażowy) – producent, reżyseria
- 2015: Smoleńsk – producent, scenariusz
- 2015: Stella (film dokumentalny fabularyzowany, biografia Stelli Zylbersztajn-Tzur) – producent, scenariusz, reżyseria
- 2016: Mesco Dux Baptizatur (film dokumentalny, fabularyzowany) – producent, reżyseria
- 2019: Legiony – producent, scenariusz, rola fryzjera[1]